# Liu Ye (Ziyang)
Liu Ye (chinesisch 劉曄 / 刘晔; * 171; † 234), Großjährigkeitsname Ziyang, war ein Berater des chinesischen Warlords Cao Cao zur Zeit der Drei Reiche.
Er stammte von dem Han-Kaiser Guangwu ab und war Teil der Familie des Kaisers Xian. Sein Freund Guo Jia schlug ihn als Berater für Cao Cao vor, und Liu Ye stellte ihm seine Freunde Man Chong und Lu Qian vor. Liu Ye enttarnte das Attentat von Chen Gong in Puyang und warnte Cao Cao. Trotzdem musste Cao Cao eine Niederlage gegen den Warlord Lü Bu einstecken.
Nach der Niederlage griff Cao Cao Puyang erneut an und vertrieb Lü Bu. Liu Ye wurde mit der Stadtverteidigung betraut, während Cao Cao Lu Bu verfolgte. Als Cao Cao später den Posten des Premierministers von Han annahm, wurde Liu Ye zum Arbeitsminister ernannt. Später wurde Liu Ye zum Hauptverwaltungsassistenten, Chefsekretär und Oberberater befördert.
Cao Cao starb 220, und sein Sohn und Nachfolger Cao Pi zwang Kaiser Xian, zu seinen Gunsten abzudanken. Cao Pi beförderte Liu Ye 221 zum Geheimrat und verlieh ihm den Titel Herr des zweiten Ranges. Unter Cao Rui wurde dieser Titel 226 zu Herr von Dongting geändert.
Als Cao Pi Sun Quan die Neun Ehrenzeichen anbieten wollte, riet ihm Liu Ye davon ab und bat ihn, den Kampf von Shu und Wu abzuwarten. Cao Pi aber lehnte den Ratschlag ab und schickte Botschafter nach Wu.
Während Cao Zhens Feldzug gegen Shu (230) wurde Liu Ye zum Oberbefehlshaber ernannt, aber die Kampagne musste wegen heftiger Regenfälle abgebrochen werden. Zwei Jahre später wurde Liu Ye Kaiserlicher Staatssekretär und Protokollminister. Weitere zwei Jahre später wurde er gebeten, seine Pflichten als Kaiserlicher Staatssekretär abzugeben. Er starb im Alter von 63 Jahren und erhielt den postumen Titel Respektvoller Herr.
| Personendaten    | Personendaten                                                                       |
| ---------------- | ----------------------------------------------------------------------------------- |
| NAME             | Liu, Ye                                                                             |
| ALTERNATIVNAMEN  | 劉曄 (traditionelles Chinesisch); 刘晔 (vereinfachtes Chinesisch); Ziyang (Hofname) |
| KURZBESCHREIBUNG | Berater des chinesischen Warlords Cao Cao                                           |
| GEBURTSDATUM     | 171                                                                                 |
| STERBEDATUM      | 234                                                                                 |